# Fabricio Oberto
Fabricio Raúl Jesús Oberto (Las Varillas, 21 marzo 1975) è un ex cestista argentino con cittadinanza italiana, professionista nella NBA e in Europa. Alto 208 centimetri per 113 chili, occupava il ruolo di centro.

## Carriera sportiva di club

### Esordi argentini
A 17 anni Oberto ottiene un provino per l'AD Atenas de Córdoba, una delle squadre di pallacanestro di maggior importanza dell'Argentina, e l'anno successivo viene inserito in squadra. A 19 anni esordisce come professionista. Nel 1998, dopo essere stato scelto come MVP del campionato, si trasferisce ai greci dell'Olympiakos Pireus.

### In Europa

Oberto al TAU Vitoria nel 2001

Nella stagione 1998-99 Oberto giocò 24 partite, registrando la media di 6,8 punti e 5,5 rimbalzi a gara, giocando anche l'Eurolega.
Nel dicembre 1999 chiude la sua esperienza con l'Olympiakos e si trasferisce in Spagna al TAU Vitoria, dove rimase fino all'estate 2002, registrando cifre sempre più in crescendo, fino ad arrivare a 11,0 punti e 6,3 rimbalzi di media, che diedero un grosso contributo alla squadra che, nella stagione 2001-02, vinse il campionato. Passò poi al Pamesa Valencia dove restò fino all'estate 2005.
Nell'estate del 2004 ebbe la soddisfazione della chiamata in nazionale argentina per le Olimpiadi 2004 svoltesi ad Atene. L'Argentina conquistò la medaglia d'oro. Nella sua ultima stagione a Valencia fece registrare medie da 14,2 punti e 7,3 rimbalzi con un ottimo 65% dal campo. Il successo olimpico e la buona stagione spagnola lo misero in luce, nonostante la non giovane età, come un ottimo prospetto per l'approdo in NBA.

### L'approdo in NBA
Nell'estate 2005 la franchigia texana dei San Antonio Spurs tentò l'assalto per Luis Scola (precedentemente scelto al draft NBA 2002, e vecchio compagno di Fabricio ai tempi del TAU Vitoria). La dirigenza del club spagnolo non volle però saperne di privarsi del pivot argentino e così la scelta degli Spurs ricadde proprio su Fabricio.
Per Oberto, dunque, si aprono le tanto desiderate porte della NBA. Durante la sua stagione da rookie (2005-06) venne poco utilizzato ma, col passare del tempo, divenne sempre più importante per la sua squadra, chiudendo con 4,4 punti e 4,7 rimbalzi di media. L'anno successivo il sophomore Oberto arriva il primo anello NBA, conquistato in finale con un rotondo 4-0 sui Cleveland Cavaliers. Ma è nella stagione 2007-08 che Fabricio diventa un punto fermo per la sua squadra, trovando spazio come centro titolare a fianco di Tim Duncan o, talvolta, sostituendolo adattandosi a giocare come ala grande. Le sue cifre parlano di 4,8 punti, 5,2 rimbalzi e 1,8 assist a gara col 60% al tiro.
Il 23 giugno 2009 è stato ceduto ai Milwaukee Bucks, insieme ai compagni Kurt Thomas e Bruce Bowen, in cambio di Richard Jefferson. Successivamente, nella stessa giornata ha cambiato nuovamente squadra, accasandosi ai Detroit Pistons in cambio di Amir Johnson. Il 1º luglio viene tagliato dai Pistons. Il 23 luglio 2009 firma per i Washington Wizards. Nell'estate 2010 resta senza squadra. Il 25 ottobre 2010 si accorda con i Portland Trail Blazers.

### Il ritiro
Il 4 novembre 2010 ha annunciato improvvisamente il ritiro, a causa di problemi cardiaci che lo avevano già costretto ad un'operazione nel 2009.

### Il breve ritorno in Argentina
Nel gennaio 2013, oltre 2 anni dopo il ritiro, Oberto è tornato a giocare nel campionato argentino con la squadra con la quale aveva debuttato, l'AD Atenas de Córdoba. Giocò fino al termine della stagione come cambio del centro Julián Aprea.

## Con la nazionale argentina
Oberto ha iniziato a giocare con la Nazionale di pallacanestro dell'Argentina nel 1995, quando stava per compiere 20 anni, e da allora ha collezionato più di 70 presenze, venendo convocato a tutte le maggiori manifestazioni internazionali vincendo diversi tornei, tra cui spicca la medaglia d'oro ai Giochi Olimpici del 2004. Oberto ha costituito uno dei punti fermi dell'Argentina negli ultimi 10 anni, alle spalle delle colonne portanti come i vari Ginóbili, Scola, Sconochini, Nocioni e Delfino.

## Statistiche

### NBA

#### Regular Season
| Anno       | Squadra             | PG  | PT  | MP   | TC%  | 3P% | TL%  | RP  | AP  | PRP | SP  | PP  |
| ---------- | ------------------- | --- | --- | ---- | ---- | --- | ---- | --- | --- | --- | --- | --- |
| 2005-2006  | San Antonio Spurs   | 59  | 0   | 8,3  | 47,3 | 0,0 | 55,6 | 2,1 | 0,5 | 0,2 | 0,2 | 1,7 |
| 2006-2007† | San Antonio Spurs   | 79  | 33  | 17,3 | 56,2 | -   | 64,7 | 4,7 | 0,9 | 0,3 | 0,3 | 4,4 |
| 2007-2008  | San Antonio Spurs   | 82  | 64  | 20,0 | 60,8 | 0,0 | 60,7 | 5,2 | 1,2 | 0,5 | 0,2 | 4,8 |
| 2008-2009  | San Antonio Spurs   | 54  | 11  | 12,5 | 58,7 | 0,0 | 57,1 | 2,6 | 1,1 | 0,1 | 0,2 | 2,6 |
| 2009-2010  | Wash. Wizards       | 57  | 20  | 11,4 | 62,5 | -   | 76,5 | 1,8 | 0,9 | 0,2 | 0,2 | 1,5 |
| 2010-2011  | Portland T. Blazers | 5   | 0   | 9,0  | 60,0 | -   | 50,0 | 1,4 | 0,0 | 0,0 | 0,0 | 1,4 |
| Carriera   | Carriera            | 336 | 128 | 14,5 | 57,6 | 0,0 | 61,7 | 3,5 | 0,9 | 0,3 | 0,2 | 3,2 |

#### Playoffs
| Anno     | Squadra           | PG | PT | MP   | TC%  | 3P% | TL%  | RP  | AP  | PRP | SP  | PP  |
| -------- | ----------------- | -- | -- | ---- | ---- | --- | ---- | --- | --- | --- | --- | --- |
| 2006     | San Antonio Spurs | 7  | 0  | 4,9  | 33,3 | -   | 25,0 | 0,9 | 0,1 | 0,1 | 0,4 | 1,0 |
| 2007†    | San Antonio Spurs | 20 | 12 | 20,8 | 62,5 | 0,0 | 57,1 | 4,9 | 0,7 | 0,3 | 0,2 | 5,6 |
| 2008     | San Antonio Spurs | 17 | 9  | 19,5 | 60,9 | -   | 70,0 | 4,2 | 1,2 | 0,4 | 0,3 | 3,7 |
| 2009     | San Antonio Spurs | 2  | 0  | 11,0 | 66,7 | -   | 100  | 2,0 | 0,0 | 1,0 | 0,0 | 6,0 |
| Carriera | Carriera          | 46 | 21 | 17,4 | 60,3 | 0,0 | 61,5 | 3,9 | 0,8 | 0,3 | 0,3 | 4,2 |

## Curiosità
- È stato il rookie più vecchio nella storia dei San Antonio Spurs, avendo esordito l'11 gennaio 2006, a quasi 31 anni. In 14 minuti mise a referto 6 punti e 4 rimbalzi
- È l'unico giocatore degli Spurs, insieme a Michael Finley, ad essere sceso in campo in tutte le 82 partite della regular season NBA della stagione 2007-08.

## Palmarès
- Campionato spagnolo: 1

Saski Baskonia: 2001-02
- Copa del Rey: 1

Saski Baskonia: 2002
- ULEB Cup: 1

Valencia: 2002-03
- Campionato NBA: 1

San Antonio Spurs: 2007